# (3188) Jekabsons
(3188) Jekabsons (1978 OM; 1954 SJ; 1954 UE1; 1961 TQ; 1977 EC7; 1980 BN4) ist ein ungefähr vier Kilometer großer Asteroid des inneren Hauptgürtels, der am 28. Juli 1978 am Perth-Observatorium in Bickley, Western Australia in Australien (IAU-Code 319) entdeckt wurde.

## Benennung
(3188) Jekabsons wurde nach Peter Jekabsons (1943–1990) benannt, der 16 Jahre lang am Perth-Observatorium arbeitete. Seine Gemälde mit astronomischen Themen schmücken die Wände des Observatoriums.